# Cevena Gavaldanesa
La Cevena Gavaldanesa (Cevena Gavaldanesa, en occità) és un Parçan o comarca d'Occitània situada al Llenguadoc.
Les Cevenes (en occità Cevenas) és una serralada de muntanyes al sud-est del Massís Central, del qual formen part. S'estenen pel nord del departament francès del Gard, el sud del departament del Losera i es prolonguen en els monts del Vivarès, al  sud-oest del departament d'Ardecha
Segons la proposta de divisió territorial d'Occitània del diari Jornalet, basada en l'obra de Frederic Zégierman Le Guide des pays de France, les Cevenes estarien repartides en tres Parçans o «comarques» d'Occitània, a la regió històrica del Llenguadoc:
- a la subregió del Baix Llenguadoc: la Cevena Llenguadociana
- a la subregió del Gavaldà: la Cevena Gavaldanesa.
- a la subregió del Vivarès: la Cevena Vivaresa.

Oficialment, les comunes de la Cevena Gavaldanesa estan adscrites administrativament i situades al sud-est del departament francès del Losera.